# Psilochilus macrophyllus
Psilochilus macrophyllus là một loài thực vật có hoa trong họ Lan. Loài này được (Lindl.) Ames miêu tả khoa học đầu tiên năm 1922.